# Dyego Sousa
Pour les articles homonymes, voir Sousa.
Pour les articles ayant des titres homophones, voir Diego Souza et Diego Souza (football, 1984).
Dyego Wilverson Ferreira Sousa, dit plus couramment Dyego Sousa, né le 14 septembre 1989 à São Luís (Brésil), est un footballeur international portugais qui évolue au poste d'attaquant à l'AD Alcorcón.

## Biographie
Le 13 septembre 2015, il inscrit avec le CS Marítimo son premier doublé dans le championnat du Portugal, lors de la réception du Vitória Setúbal.
Le 14 décembre 2018, il inscrit avec le SC Braga son premier triplé dans ce championnat, lors de la réception du CD Feirense.

### Sélection
Le 15 mars 2019, Sousa est convoqué en équipe du Portugal par Fernando Santos dans le cadre des éliminatoires de l'Euro 2020. 
Il honore sa première sélection le 22 mars en remplaçant André Silva contre l'Ukraine. Trois jours plus tard, Sousa est associé en attaque à Cristiano Ronaldo face à la Serbie mais le Portugal est tenu en échec 1-1.
La même année, il participe à la Ligue des Nations 2019 qu'il remporte avec le Portugal. 

## Palmarès
En sélection
 Portugal
- Vainqueur de la Ligue des nations de l'UEFA 2018-2019